# داریوس
داریوس (انگلیسی: Dharius؛ زادهٔ ۲۴ سپتامبر ۱۹۸۴) خواننده رپ اهل مکزیک است.

## آلبوم‌شناسی
- 2002 سانتا پست
- 2004 Vol. II
- 2006 Volumen ProIIIbido
- 2008 Vol. IV[۱]
- 2010 Sincopa
- 2012 Me Atizo Macizo Tour 2012 En Vivo Desde el D.F
- 2014 مستقیم بالا[۲][۳][۴]
- 2018 شهرت بد، خوب زندگی